# Tébo
Pour les articles homonymes, voir Tebo.
Tébo, de son vrai nom Frédéric Thébault, est un auteur de bande dessinée né à Caen le 15 juin 1972.

## Parcours
Tébo cherche à entrer à l'École des beaux-arts de Caen mais il est refusé pour « manque de motivation au dessin ». Au retour du service militaire, il se forme en autodidacte, étudie des livres d'art, de photographie et d'anatomie, et produit des planches qu'il envoie à des magazines de bande dessinée. Il réalise aussi quelques illustrations pour Ouest-France (Des pères Noël destroy).
En 1997, Jean-Claude Camano — directeur de collection chez Glénat — le remarque lors du Festival de BD à Sierre, en Suisse, où Tébo participe au concours de BD. Il lui propose alors d'intégrer le magazine Tchô ! qui commencera sa publication en octobre 1998. Tébo accepte et conçoit Samson et Néon, une bande dessinée pour enfants développée sous forme de strips puis de gags en une page.
En 2003, pour la nouvelle formule du magazine Tchô !, Zep s'associe avec lui en lui fournissant des scénarios pour une bande dessinée humoristique sur les super-héros : Captain Biceps. Six albums paraissent de 2004 à 2014. Parallèlement, Tebo dessine dans le magazine D Lire une série nommée La Bande à Fred, dont le premier album sort fin 2004 chez Bayard.
En 2005, Tébo publie sa première histoire longue : La Grande Aventure, sixième tome de la série Samson et Néon.
En 2008, toujours avec Zep au scénario, Tebo met en images l’album Comment dessiner ?, pré-publié en partie dans le magazine Tchô !. La même année, il illustre pour Glénat le livre In caca veritas écrit par deux médecins américains, Josh Richman et Anish Shet avant d'illustrer, toujours dans le même esprit, In pipi veritas deux ans plus tard. Toujours en 2008, Tebo dessine une histoire de 8 pages écrite par Jean-David Morvan, Les Dents de l'espace, qui est intégrée au sixième album de la série de science-fiction Les Chroniques de Sillage, publiée chez Delcourt.
En juin 2009, Tébo et Zep reçoivent le prix Humour pour Comment dessiner ? décerné au Lyon BD Festival.
En 2010, Samson et Néon devient une série d'animation produite par Toon Factory et diffusée sur France 3 et Canal J. La série Captain Biceps est elle aussi adaptée, produite par Futurikon et diffusée sur France 3.  La même année, Comix Buro publie un sketchbook consacré à Tébo, regroupant des illustrations inédites, et celui-ci écrit le scénario du premier tome d'Alice au pays des singes, dessiné par Nicolas Keramidas.
En 2011, Tébo participe à la série collective L'Atelier Mastodonte que vient de créer Lewis Trondheim. Elle raconte en gags d'une demi-planche le quotidien d'un atelier fictif de bande dessinée. Les gags paraissent depuis cette année-là dans Le Journal de Spirou. La même année, Tébo est invité à revisiter le personnage du Petit Prince pour une histoire bonus figurant à la fin du tome 2 du Petit Prince, une série publiée chez Glénat dérivée de la série d'animation Le Petit Prince. Il succède à Mœbius qui était intervenu sur le premier tome.
En mai 2012, le premier album d'Alice au pays des singes paraît chez Glénat et, en juin 2013, le premier album de L'Atelier Mastodonte sort chez Dupuis.
En 2013, Tébo crée une nouvelle série animée didactique pour les tout-petits, produite par Futurikon et diffusée sur France 5 : César et Capucine. Le titre de la série fait référence aux prénoms de ses enfants.
En 2016, il réalise en solo l'album La Jeunesse de Mickey, paru chez Glénat,. L'album est remarqué par les médias et reçoit le prix du meilleur album jeunesse décerné par le site BD Gest' ainsi que, l'année suivante, le prix jeunesse du festival d'Angoulême.
Toujours en solo, Tébo lance en 2019 la série Raowl chez Dupuis. Le premier tome, intitulé La Belle et l'Affreux, reçoit un accueil favorable et décroche le prix Saint-Michel jeunesse. 

## Œuvres

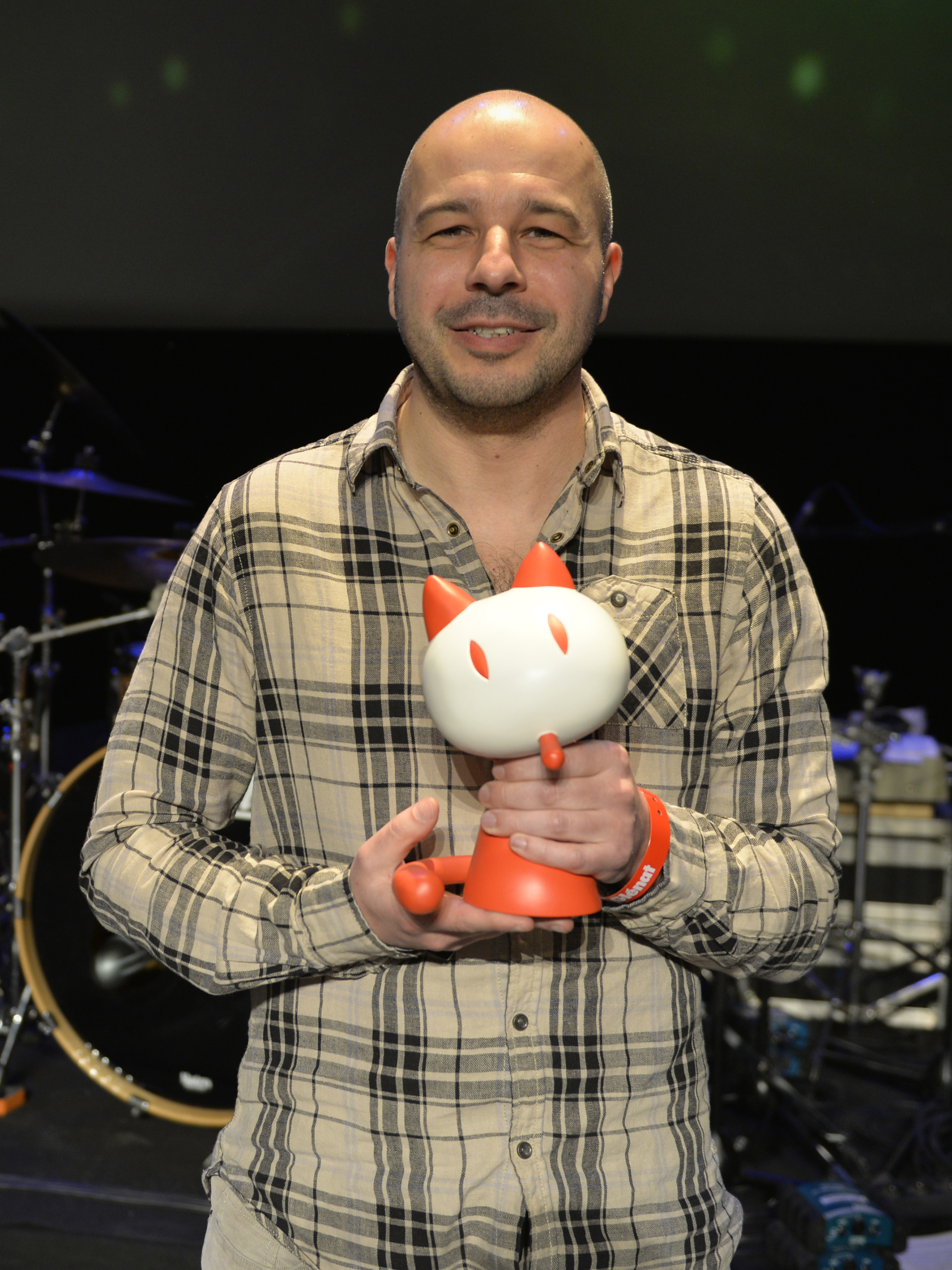
Tébo avec le fauve jeunesse au festival d'Angoulême 2017.

### Scénario et dessin
- Samson et Néon, Glénat
  - Mon copain de l'espace (1999)
  - Mon copain de la Terre (2000)[11]
  - Rigolovni (2001)
  - L'Envahissant (2002)
  - Jamais peur (2003)
  - La Grande Aventure (2005)
  - Cosmik Comiks (2010)
- La Bande à Fred (2004), Bayard
- La Jeunesse de Mickey, Glénat (2016)[6],[7]
- Raowl, Dupuis
  - La Belle et l'Affreux (2019)
  - Peau d'âne, la princesse qui pue (2021)
- Qui est ce schtroumpf ? - Une aventure des Schtroumpfs, mai 2023

### En collaboration
Avec Zep (scénario)
- Captain Biceps, Glénat[2]
  - L'Invincible (2004)
  - Le Redoutable (2004)
  - L'Invulnérable (2006)
  - L'Inoxydable (2007)
  - L'Intrépide (2011)
  - Le Retour du poing de la justice (2014)
  - L'Increvable (2019)
- Comment dessiner? Deviens un prince du crayon en 86 leçons (2008), Glénat

Avec Josh Richman et Anish Sheth (auteurs)
- In caca veritas (2008), Glénat[3]
- In pipi veritas (2010), Glénat

Avec Jean-David Morvan (scénario)
- Les Chroniques de Sillage t.6 (2008), Delcourt

Avec Nicolas Keramidas (dessin)
- Alice au pays des singes, Glénat
  1. (2012)
  2. (2014)
  3. (2015)

Collectif
- L'Atelier Mastodonte, Dupuis
  1. (2013)[5]
  2. (2014)
  3. (2015)
  4. (2016)

### Télévision
Avec Hélène Bruller et Fabrice Ravier (scénario)
- Toc Toc !, série télévisée d'animation (2020), Studio 2 Minutes[12]

## Distinctions
- 2009 : Tébo et Zep reçoivent le prix Humour du Lyon BD Festival pour Comment dessiner ?[4]
- 2016 : BDGest'Art - Meilleur album jeunesse pour La Jeunesse de Mickey[8]
- 2017 : Prix Jeunesse du festival d'Angoulême pour La Jeunesse de Mickey[9]
- 2019 : Prix Saint-Michel jeunesse pour Raowl (T1)[10]